# السودة (الخبت)

تعديل مصدري - تعديل

السودة هي إحدى قرى عزلة الشعافل العليا بمديرية الخبت التابعة لمحافظة المحويت، بلغ تعداد سكانها 1315 نسمة حسب تعداد اليمن لعام 2004.